# Váry Albert
Váry Albert (Makó, 1875. december 8. – Csengőd, 1953. október 1.) ügyvéd, ügyész, politikus.

## Élete

### A kezdetek
Édesapja Váry Jakab szabómester, édesanyja Orthmann Katalin. A Kiskunhalasi Református Főgimnáziumba járt, majd a budapesti tudományegyetemen hallgatott jogot. Fiatalon nősült, felesége Horváth Matild, Horváth Zoltán jogász, későbbi kiskunfélegyházi helyi politikus és mártírrá vált országgyűlési képviselő húga volt, aki 24 évesen, harmadik gyermekük születésekor meg is halt. Gyermekeik, Matild és Magda 1902-ben, illetve 1904-ben születtek. 
Az egyetem elvégzése után rövid ideig ügyvédként tevékenykedett, majd 1904-ben vidéki bíró lett: először Aradra helyezték mint albírót, majd alügyész lett Nagyváradon. 1908-tól budapesti királyi ügyész, 1914-től sajtóügyész, majd az első világháború idején sajtócenzor volt. 1914-ben Budapesten, a VII. kerületben kötött új házasságot Wieczner Máriával. 1917-ben királyi főügyészhelyettessé nevezték ki. Vázsonyi Vilmos igazságügy-miniszter 1918-ban Váryt előbb a háború idején előzetes cenzúrát gyakorló „sajtóbizottság” elnökévé, majd a budapesti királyi ügyészség vezetőjévé nevezte ki.

### A kommunisták letartóztatásától akommünbukásáig
1919. február 20-án a kormány utasítására a főkapitányság Dietz Károly vezetésével letartóztatta Kun Bélát és társait. Váry őket a toloncházból a Magyar Királyi Országos Gyűjtőfogház elkülönített részébe helyezte át mint politikai foglyokat. 1919. március 21-én este 8–9 óra között a lemondott Berinkey-kormány utasítására ő helyezte szabadlábra a kommunista politikusokat. Váry az alábbi beszédet mondta a kőbányai börtön folyosóján kiengedésükkor:
Uraim! Boldog vagyok, hogy a kormány rendeletét Juhász Nagy Sándor igazságügy-miniszter Úr megbízásából én tolmácsolhatom önöknek. Önök szabadok, a vizsgálat önök ellen be van szüntetve. Uraim! Hazánk egén sűrű felhők tornyosultak. A négyesztendős véres háború, mely hazánk fiainak, alkotó munkásembereinek legjobbjait vitte sírba, vagy tette nyomorékká, bénává, a megmaradt erőink megkímélését követeli valamennyiünktől. Elég volt a vérből, a könnyből. Keleten új nap köszönt ránk – a népek szabadsága. Új erőkkel, új küzdelmekbe megyünk, a szabad nép jövőéért.
Uraim! Én szentül tudom és hiszem, hogy a magyar munkásság, amely öntudatosságának és alkotóképességének oly gyakran adta tanújelét, most is meg fogja mutatni, hogy van ereje és akarata, szívós és kitartó munkával újra talpra állítani ezt a porba tiport országot és visszaadni azoknak, akik valójában – a dolgozó millióknak.
Uraim Önök szabadok, Isten segítse önöket munkájukban, amelyben minden ember szívvel, és lélekkel önök mellett van.
A kommün alatt nem vállalt szolgálatot. A bukás után 1919. augusztus 4-én újra elfoglalta hivatalát és átvette a budapesti államügyészség vezetését.

### 1919 augusztusától 1926-ig
A Friedrich-kormány úgy döntött, hogy mindazokat az embereket, akik bármiféle tevékenysége fejtettek ki a Tanácsköztársaság alatt, felelősségre kell vonni, s az eljárások megindítását Váryra bízta. Rengeteg bejelentés érkezett, amelynek eredményeként az 1919 augusztusától decemberéig terjedő időszakban 8–10 ezer embert tartóztattak le. Váry ennek kapcsán Az Est című napilap 1919. szeptember 28-i száma alapján a következőket mondta: „A bűnvádi eljárás a büntetőtörvénykönyvbe ütköző közönséges bűncselekmények: gyilkosság, rablás, lopás, sikkasztás, zsarolás, személyes szabadság megsértése, magánlaksértés stb. címén folyik.” Hozzátette: „Sokkal fontosabb az, hogy az esetleg ártatlan emberek mielőbb visszanyerjék szabadságukat, mint hogy a bűnösök azonnal bíráik elé állíttassanak.” Ezzel magyarázható, hogy az 1919. szeptemberi 8–10 ezer gyanúsítottból 1920. január 31-ére már csak 1371 volt fogva tartva. A vallomásokból, jelentésekből, beszámolókból, bírói ítéletekből készítette el „A vörös uralom áldozatai Magyarországon” című, először 1921-ben megjelenő könyvét, amely a Vörösterror rémtetteit dokumentálja. Eszerint 587 személy esett a proletárdiktatúra áldozatául.
Horthy bevonulása (1919. november 16.) után különböző katonai alakulatok, különítmények avatkoztak bele Váry munkájába.

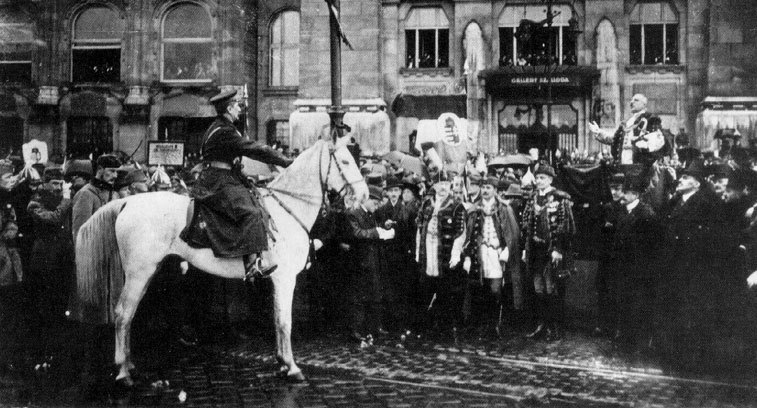
Horthy Miklós bevonulása Budapestre 1919. november 16-án

Főként az Ostenburg-Moravek Gyula és a Prónay Pál vezette különítmények léptek fel jogtalanul polgári – főleg zsidó származású – személyek ellen. Az ez elleni tiltakozásának eredménye az lett, hogy az 1920. június 12-én elkészített tervezetét a minisztertanács elfogadta, s még aznap a hivatalos lapban közzé is tette. Ez kimondta, hogy minden katonai alakulat és különítmény polgári személyekkel szembeni fellépése azonnal megszüntetendő, a rendelet ellen vétő katonai személyek pedig azonnali hatállyal letartóztatandók. A rendeletet, bár eredményes volt, mégis a jobboldal gyanakvással fogadta. Ennek, és az ebből létrejövő folyamatos támadásoknak eredménye az lett, hogy Váryt 1920. október 26-án a budapesti királyi ügyészség vezetése alól felmentették.
Helyzetén Bethlen István változtatott. Az ÉME tagjai Solton meggyilkolták Lederer Adolf zsidó vallású lakost, s a közvélemény követelte a gyilkosok bíróság elé állítását. Ekkor jelentette be Bethlen a nemzetgyűlésben, hogy a solti gyilkosság tetteseinek kézre kerítésével Váryt bízza meg. E mellett bejelentette azt is, hogy az 1919-ben 1920-ban és 1921-ben a Duna-Tisza közén elkövetett erőszakoskodások, verések, elhurcolások, rablások, gyilkosságok és zsidóüldözések, egyszóval a fehérterror eseményeinek kinyomozására, illetve ezek további megakadályozására Váryt küldi ki csendőrkísérettel. Az 1921. augusztus 29-én megkezdett letartóztatásokat, helyszíni kihallgatásokat viszont nem folytathatta sokáig, hiszen a kormányzói kegyelemadás gyakorlatilag semmissé tette munkáját, főügyésztársa, dr. Dabasi Halász Lajos akadályozó beavatkozása pedig megnehezítette azt. A nyomozás lezárása után elhatározta, hogy a „Vörös uralom áldozatainak” névsorának közzététele után a „Fehér terror áldozatainak” névsorát is összegyűjti. Ám erre rossz időben vállalkozott, munkáját nem tudta befejezni.

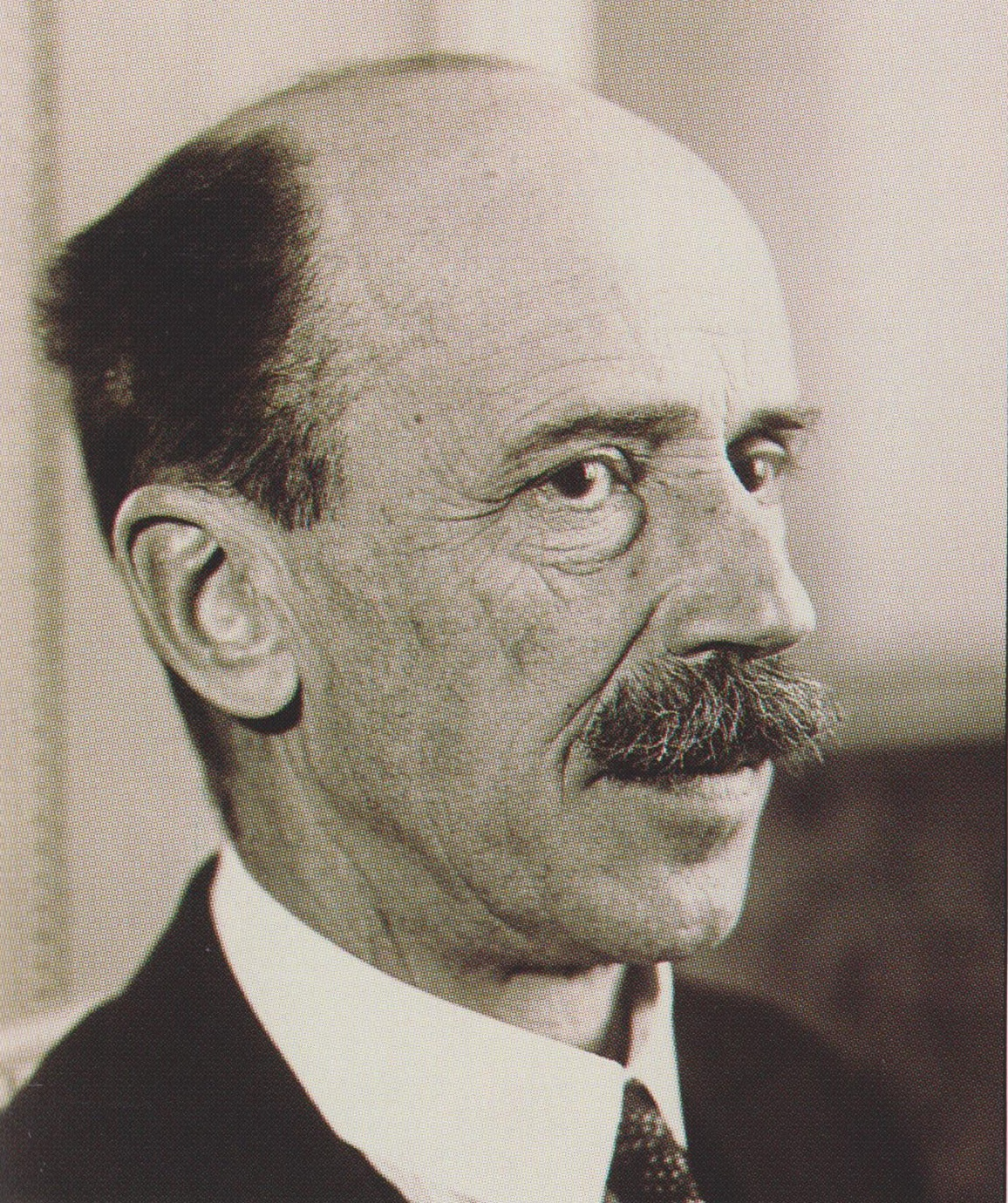
Bethlen István

1923 és 1926 között az emigránsok hazatérésének elősegítésén fáradozott. Erre megnyerte Nagy Emil és Pesthy Pál igazságügy-minisztereket, illetve a miniszterelnököt, Bethlen Istvánt is. Az akció eredményeképpen 1924 és 1926 között több száz emigráns térhetett vissza hazájába.

### 1926-tól 1938-ig: politikai szerepvállalása
1926 novemberében falusi otthona Csengőd felkérte, vállalja el az 1926. évi novemberi-decemberi választásoknál az országgyűlési képviselőséget. Váry, mivel egyetértett Bethlen irányelveivel eleget tett a felkérésnek. Országgyűlési képviselőként a Nemzeti Egység Pártjának volt tagja, s a párt liberális szárnyához tartozott Ugronnal, Bárczyval, Dési Gézával és másokkal együtt. Első felszólalása 1927. május 4-én hangzott el, s ebben szót emelt a politikai elítéltekkel szembeni megbocsátás érdekében. Emiatt Wolff Károly képviselő a képviselőház folyosóján „vörös főügyésznek” nevezte.
A sajtóban és a képviselőházban egyaránt küzdött a munkanélküliség ellen, a földművelő nép megsegítéséért, szociális intézkedésekért. Cikkeit többek közt a Pesti Napló közölte. Váryt kétszer, 1926-ban és 1931-ben választották meg egyhangúlag országgyűlési képviselővé, 1935-ben is megválasztották, bár a miniszterelnök, Gömbös Gyula hivatalos jelöltje is számos szavazatot kapott. Váry nem értett egyet Gömbös Gyula fajvédő politikájával. Mikor 1938. január 12-én megválasztották Endre Lászlót Pest vármegye alispánjává, Váry, akinek üdvözölnie kellett volna az új alispánt, ezt megtagadta, s hamarosan végleg szakított Gömbös politikájával, sőt, nem sokkal később az aktív politikától is visszavonult.

### 1944-től haláláig
1944. március elején leköltözött Balatonfüredre. Már ekkor eljárást indítottak ellene nyilasellenes nyilatkozatai és magatartása miatt. Feleségével elhatározta, hogy útlevelet szereznek és Svájcba távoznak. Az útlevelet megkapták, a vízumot azonban nem. Visszaköltöztek Budapestre, s Váry itt vészelte át Budapest ostromát, a szovjetek bevonulása után az államvédelmi hatóság rendszeresen zaklatta, kihallgatta. Az Andrássy út 60.-ban a fehérterrorra vonatkozó adatainak átadására kényszerítették, s ezek alapján vontak felelősségre és végeztek ki embereket. Rákosiék hatalomra jutása után kitelepítették Hunyára, ám a kitelepítés feloldása után sem térhetett vissza a fővárosba, így Csengődre költözött, és itt is halt meg 1953. október 1-jén, agyvérzésben.

## Művei
- Vádbeszéd gyilkosság, rablás stb. büntettével vádolt Cserny József és társai bünügyében; Rákosi Jenő Budapesti Hírlap Vállalat, Bp., 1919
- A vörös uralom áldozatai Magyarországon; s.n., Bp., 1922
- Öt esztendő a magyar nép szolgálatában. Dr. Váry Albert koronaügyészhelyettes, a szabadszállási választókerület országgyűlési képviselője; Athenaeum, Bp., 1931
- A vörös uralom áldozatai Magyarországon. Hivatalos jelentések és bírói ítéletek alapján írta és kiadja Váry Albert; 3. kiad.; Katolikus Magyarok Vasárnapja, Toronto, 1981